# Piano Man (노래)
〈Piano Man〉은 빌리 조엘의 첫 번째 싱글이다. 이 곡은 1973년 11월 2일에 발매되었으며, 《Piano Man》을 비롯한 빌리 조엘의 많은 음반에 수록되어있다. 빌리 조엘의 첫 번째 히트곡이자 대표곡인 이 곡은 1974년 4월 빌보드 핫 100에서 25위에 올랐다.

## 개요

### 배경
"Piano Man"은 빌리 조엘 자신의 실제 경험을 바탕으로 작곡된 곡이다. 스튜디오 배우의 말에 따르면 빌리 조엘은 회사와의 불화로 인해 그의 첫째 아내와 로스앤젤레스에서 3년간 살아야 했다고 한다. 당시 그는 계약상의 문제로 가명을 사용할 수 밖에 없었다. 그래서 그는 "Bill Martin"이라는 가명으로 피아노 바에서 피아노를 연주하며 돈을 벌고 있었다.
빌리 조엘은 이 노래에 나오는 등장인물들이 모두 실존하는 사람이라고 말했다. "John at the bar"에서 존은 빌리 조엘이 피아노를 연주하던 바의 바텐더이고 "Paul is a real estate novelist"에서 폴은 스스로 위대한 미국 소설이 될 것이라고 여기며 매일 밤 바에서 술을 마시는 소설가이다. "The waitress is practicing politics"에서 웨이트리스는 빌리 조엘의 첫째 아내 엘리자베스 베버를 가리키며, 그녀는 1972년 뉴욕에서 로스 앤젤레스로 이주했고, 빌리 조엘이 피아노를 연주하던 바에서 일했다. 빌리 조엘은 그의 첫 번째 음반 Cold Spring Harbor을 작업하기 위해 뉴욕에서 로스앤젤레스로 이주했으나, 이 앨범은 프로듀서의 녹음 실수로 인해 실패하고 만다. 이번 일을 통해 빌리 조엘은 패밀리 레코드사와 계약을 끊고 컬럼비아 레코드사와 계약을 하고 싶었으나, 쉽게 계약을 파기할 수는 없었다. 급기야 그는 컬럼비아 레코드사와 계약을 하기 전까지 빌리 마틴이란 가명으로 호텔 바에서 노래를 부르며 생활했다.

### 발매
이 곡은 처음에 1973년 11월 2일 싱글로서 발매되었고, 그 다음으로는 《Piano Man》의 2번 트랙으로, 나중에는 컴필레이션 앨범으로 여러번 재발매되었다.
이 곡은 원래 5분 33초 분량인데 컬럼비아 레코드에서는 분량이 너무 길다고 여겨 빌리 조엘의 동의 없이 2절 반 이상을 편집하고 길이도 4분 33초 분량으로 줄여 발매되었다. 나중에 빌리 조엘이 〈The Enteretainer〉에서 "It was a beautiful song, but it ran too long / If you're gonna have a hit, you gotta make it fit / So they cut it down to 3:05."라는 가사를 통해 그 당시 상황을 표현했다. 유럽에서 발매된 4분 33초짜리 싱글 믹스 버전의 Piano Man은 《Piano Man: The Very Best of Billy Joel》에만 수록되었다.

## 구성
빌리 조엘은 이 노래를 다장조로 작곡했다. 이 곡은 3/4박자이며 하모니카 연주가 시작되기 전에 재즈 풍의 피아노가 연주된다. 이 곡에 쓰인 악기는 앨범버전을 기준으로 피아노, 하모니카, 베이스 기타, 어쿠스틱 기타, 아코디언, 그리고 드럼으로 구성된다. 현재 빌리 조엘은 이 곡을 내림나장조로 원곡보다 낮게 부른다. 2014년 빌리 조엘이 거슈윈 상을 받았을 때 이 곡을 원키로 부르기도 했다.

## 트랙

### 7" US 싱글 (1973)
1. "Piano Man" - 4:30
2. "You're My Home" - 3:08

## 뮤직비디오
첫 번째 뮤직비디오는 1973년에 공개되었다. 그 뮤직비디오에서는 빌리 조엘이 가명인 빌 마틴으로 활동하던 시절을 연기한다. 두 번째 뮤직 비디오는 1985년에 촬영되었다. 이 버전은 전작보다 더 많은 엑스트라 배우들이 출연했다. 첫 번째 뮤직비디오는 정식 발매된 음원이 아닌 다른 버전의 음원을 사용했으며 두 번째 뮤직비디오는 정식 발매된 음원을 사용했다.

## 차트
| 1973 ~ 1974          | 최고 순위 |
| -------------------- | --------- |
| ARIA 차트            | 20        |
| 캐나디안 싱글 차트   | 10        |
| 빌보드 핫 100        | 25        |
| Easy Listening Chart | 4         |
| 2013                 | 최고 순위 |
| 아이리시 싱글 차트   | 83        |
| 2014                 | 최고 순위 |
| 네덜란드스 탑 40     | 56        |